# 巴努普尔
巴努普尔（Banupur），是印度西孟加拉邦Haora县的一个城镇。总人口11645（2001年）。

## 人口
该地2001年总人口11645人，其中男性7353人，女性4292人；0—6岁人口1092人，其中男561人，女531人；识字率66.01%，其中男性为72.31%，女性为55.22%。